# Agustín Moreto y Cabana
Agustín Moreto y Cabana [čti -vánja] (9. dubna 1618 Madrid – 28. října 1669 Toledo) byl španělský katolický kněz a dramatický básník.

## Životopis
Narodil se jako syn italských rodičů z Valencie, přesné datum narození není známo, ale byl pokřtěn v Madridu dne 9. dubna 1618.
Mezi léty 1634 a 1637 studoval na univerzitě v Alcalá de Henares logiku, fyziku a umění. Absolvoval 11. prosince 1639. Potom zahájil své duchovní povolání a v roce 1643 byl vysvěcen jako jáhen ve farním kostele Santa María Magdalena v Mondéjaru (provincie Guadalajara). Tehdy také s největší pravděpodobností začalo jeho dramatické psaní.
Žil v Madridu do roku 1654, kdy se přestěhoval do Toleda a stal se kaplanem. Někdy po roce 1657 byl vysvěcen na kněze a zdálo se, že svou dramatickou činnost ukončí. Na žádost arcibiskupa z Toleda, Baltasara de Moscoso a Sandovala, vstoupil totiž v roce 1659 do bratrstva San Pedro, aby pomohl spravovat nemocnici San Nicolás v Toledu, instituci, která se starala o chudé a opuštěné. Navzdory tomu všemu si ještě našel čas a pokračoval v psaní. V areálu nemocnice žil až do své smrti. Zemřel 28. října 1668 jako Rektor des Hospitals del Refugio v Toledu. Veškerý svůj majetek odkázal chudým a byl pohřben v kapli Kristovy školy ve farnosti San Juan.

## Dílo
V polovině 17. století byl již uznávanou literární osobností a členem Academie Castellana, která roku 1654 vydala první část jeho komedií (Primera Parte). V tomto vydání vyšla tiskem i jedna z jeho nejoblíbenějších a nejznámějších komedií El Desdén con el Desdén, kterou ve svých dílech napodobují i další autoři jako Molière v La Princesse d'Elide, Carlo Gozzi v La principessa filosofa a Schreyvogel v Donně Dianě.
Je charakteristické, že čtyři epizody v El Desdén con el Desdén jsou převzaty ze čtyř samostatných her Lope de Vega (La vengadora de las mujeres, Los milagros del ocio, De corsario a corsario a La Hermosa fea).
Dále si do značné míry půjčil od Castra, Tirso de Molina a dalších. Jeho adaptace však ukazují velkou obratnost a kouzlo.
Zanechal nedokončenou svou poslední práci, hru Santa Rosa z Limy. Dokončil ji později Pedro Francisco de Lanini.
Druhá a třetí část jeho díla se objevila až dlouho po jeho smrti, v roce 1676.
Celkem jeho dílo obnáší více než sto her. Hrávaly se ve dvorním divadle v Madridu. Jeho četné komedie, které napsal zčásti sám a zčásti ve spolupráci s jinými autory, se vyznačují srozumitelnou kompozicí, skvělým provedením a výtečnou charakteristikou. Patří také k tomu nejlepšímu ve španělských divadlech.
V Praze byla El Desdén con el Desdén uvedena v češtině roku 1868 a znovu 1877 v Prozatímním divadle v překladu Josefa Jiřího Stankovského. Pak byla hrána v roce 1885 s novým překladem Josefa Václava Sládka v Národním divadle.
Mimořádně zdařilé jsou komedie El lindo Don Diego a Trampa adelante.
K jeho nejlepším dramatům patří El Valiente justiciero a La fuerza de la sangre.
Výběr z jeho díla byl vydán v Biblioteca de autores españoles, Bd. 39 (Madrid 1856).
Obsáhlý soupis jeho díla se nachází na španělské wikipedii.